# Leichtathletik-Weltmeisterschaften 1995/Weitsprung der Frauen
Der Weitsprung der Frauen bei den Leichtathletik-Weltmeisterschaften 1995 wurde am 5. und 6. August 1995 im Göteborger Ullevi-Stadion ausgetragen.
Weltmeisterin wurde die italienische EM-Dritte von 1994 Fiona May, die bis 1993 für Großbritannien gestartet war. Sie gewann vor der Kubanerin Niurka Montalvo. Bronze ging an die Russin Irina Muschailowa.

## Bestehende Rekorde
| Weltrekord | 7,52 m | Galina Tschistjakowa | Leningrad (heute St. Petersburg), Sowjetunion (heute Russland) | 11. Juni 1988     |
| WM-Rekord  | 7,36 m | Jackie Joyner-Kersee | WM 1987 in Rom, Italien                                        | 4. September 1987 |

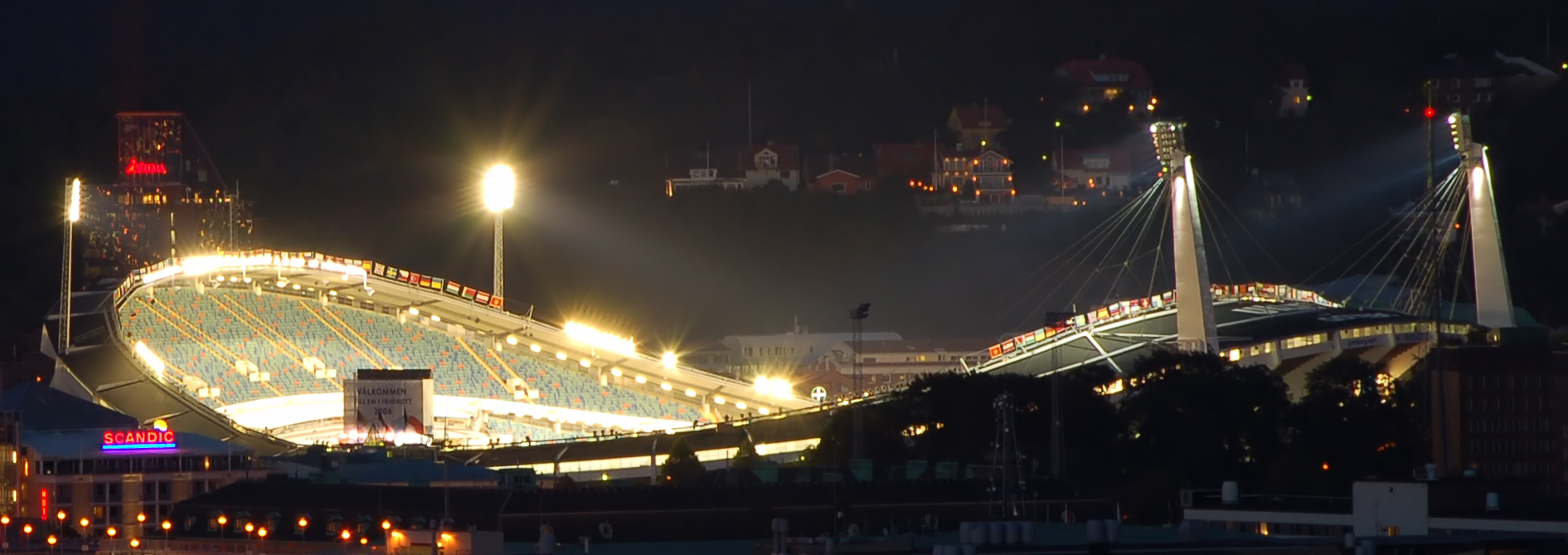
Das Göteborger Ullevi-Stadion im Jahr 2006

Der bestehende WM-Rekord wurde bei diesen Weltmeisterschaften nicht eingestellt und nicht verbessert.

## Windbedingungen
In den folgenden Ergebnisübersichten sind die Windbedingungen zu den jeweils besten Sprüngen benannt. Der erlaubte Grenzwert liegt bei zwei Metern pro Sekunde. Bei stärkerer Windunterstützung wird die Weite für den Wettkampf gewertet, findet jedoch keinen Eingang in Rekord- und Bestenlisten.

## Qualifikation
5. August 1995, 16:00 Uhr
Vierzig Teilnehmerinnen traten in zwei Gruppen zur Qualifikationsrunde an. Die Qualifikationsweite für den direkten Finaleinzug betrug 6,75 m. Eine Athletin übertraf diese Marke (hellblau unterlegt). Das Finalfeld wurde mit den nächstplatzierten Sportlerinnen auf zunächst zwölf Springerinnen aufgefüllt. Auf dem zwölften Rang lagen zwei Athletinnen gleichplatziert mit 6,53 m, die beide zum Finale zugelassen wurden, sodass sich neben der direkt qualifizierten Athletin darüber hinaus zwölf Teilnehmerinnen über ihre Platzierungen für das Finale qualifizierten (hellgrün unterlegt).

### Gruppe A
| Platz | Name                | Nation              | Resultat (m) Wind (m/s) |
| 1     | Fiona May           | Italien             | 6,76 / +2,6             |
| 2     | Heike Drechsler     | Deutschland         | 6,70 / +1,0             |
| 3     | Niurka Montalvo     | Kuba                | 6,69 / +2,6             |
| 4     | Irina Muschailowa   | Russland            | 6,69 / +2,1             |
| 5     | Olena Chlopotnowa   | Ukraine             | 6,63 / +2,7             |
| 6     | Jackie Edwards      | Bahamas             | 6,59 / +1,0             |
| 7     | Chantal Brunner     | Neuseeland          | 6,53 / +2,7             |
| 8     | Nicole Boegman      | Australien          | 6,51 / −0,9             |
| 9     | Niki Xanthou        | Griechenland        | 6,50 / +0,5             |
| 10    | Ljudmila Galkina    | Russland            | 6,49 / +1,3             |
| 11    | Yao Weili           | Volksrepublik China | 6,49 / +1,3             |
| 12    | Andrea Ávila        | Argentinien         | 6,39 / +2,3             |
| 13    | Valentina Gotovska  | Lettland            | 6,32 / +1,4             |
| 14    | Sharon Couch-Jewell | USA                 | 6,30 / +1,9             |
| 15    | Ksenija Predikaka   | Slowenien           | 6,30 / +2,1             |
| 16    | Dionne Rose         | Jamaika             | 6,07 / +2,1             |
| 17    | Elma Muros          | Philippinen         | 6,01 / +3,6             |
| 18    | Nilufar Yeasmin     | Bangladesch         | 5,40 / +3,2             |
| NM    | Tünde Vaszi         | Ungarn              | ogV                     |
| NM    | Pastora Chavez      | Honduras            | ogV                     |

### Gruppe B

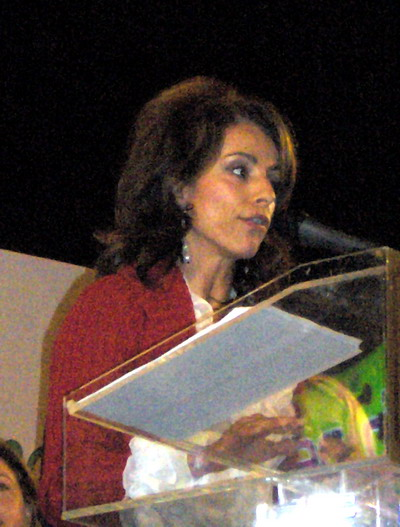
Paraskevi Patoulidou, 1992 Olympiasiegerin über 100 Meter Hürden, schied in der Qualifikation ohne gültigen Versuch aus

| Platz | Name                  | Nation                       | Resultat (m) Wind (m/s) |
| 1     | Olga Rubljowa         | Russland                     | 6,74 / +0,5             |
| 2     | Inessa Krawez         | Ukraine                      | 6,73 / −0,6             |
| 3     | Jackie Joyner-Kersee  | USA                          | 6,73 / +0,3             |
| 4     | Wiktorija Werschynina | Ukraine                      | 6,72 / +2,1             |
| 5     | Agata Karczmarek      | Polen                        | 6,54 / +2,3             |
| 6     | Valentina Uccheddu    | Italien                      | 6,53 / ±0,0             |
| 7     | Marieke Veltman       | USA                          | 6,50 / +0,1             |
| 8     | Patience Itanyi       | Nigeria                      | 6,46 / +1,5             |
| 9     | Lacena Golding        | Jamaika                      | 6,45 / +1,2             |
| 10    | Nadine Caster         | Frankreich                   | 6,43 / +0,8             |
| 11    | Renata Nielsen        | Dänemark                     | 6,42 / ±0,0             |
| 12    | Claudia Gerhardt      | Deutschland                  | 6,40 / +2,0             |
| 13    | Flora Hyacinth        | Amerikanische Jungferninseln | 6,36 / +0,7             |
| 14    | Ljudmila Ninova       | Österreich                   | 6,32 / −1,4             |
| 15    | Fatma Dulkan          | Türkei                       | 6,22 / +0,9             |
| 16    | Beryl Larame          | Seychellen                   | 5,50 / +1,5             |
| 17    | Deborah Rugama        | Nicaragua                    | 4,88 / +4,2             |
| NM    | Heli Koivula          | Finnland                     | ogV                     |
| NM    | Paraskevi Patoulidou  | Griechenland                 | ogV                     |
| NM    | Siulolo Liku          | Tonga                        | ogV                     |

## Legende
Kurze Übersicht zur Bedeutung der Symbolik – so üblicherweise auch in sonstigen Veröffentlichungen verwendet:
| – | verzichtet                                 |
| x | ungültig                                   |
| w | Windunterstützung über dem zulässigen Wert |

## Finale
6. August 1995, 16:50 Uhr
| Platz | Name                  | Nation      | Resultat (m) Wind (m/s) | 1. Versuch (m) | 2. Versuch (m) | 3. Versuch (m) | 4. Versuch (m)                                | 5. Versuch (m)                                | 6. Versuch (m)                                |
| 1     | Fiona May             | Italien     | 6,98 / +4,3             | 6,930          | x              | 6,870          | x                                             | 6,640                                         | 6,98w                                         |
| 2     | Niurka Montalvo       | Kuba        | 6,86 / +0,5             | 6,420          | x              | 6,700          | 6,620                                         | x                                             | 6,860                                         |
| 3     | Irina Muschailowa     | Russland    | 6,83 / +3,0             | 6,750          | 6,520          | 6,82w          | x                                             | 6,76w                                         | 6,83w                                         |
| 4     | Olga Rubljowa         | Russland    | 6,78 / +1,0             | 6,61w          | 6,65w          | 6,780          | 6,77w                                         | 6,68w                                         | 6,31w                                         |
| 5     | Valentina Uccheddu    | Italien     | 6,76 / +0,3             | x              | 6,760          | x              | x                                             | 6,740                                         | 6,400                                         |
| 6     | Jackie Joyner-Kersee  | USA         | 6,74 / +3,3             | 6,74w          | x              | 6,690          | 6,250                                         | 6,59w                                         | 6,460                                         |
| 7     | Agata Karczmarek      | Polen       | 6,71 / +0,9             | x              | 5,740          | 6,710          | 5,960                                         | 6,710                                         | 6,560                                         |
| 8     | Wiktorija Werschynina | Ukraine     | 6,66 / ±0,0             | x              | 6,660          | x              | 6,62x                                         | 3,560                                         | 6,410                                         |
| 9     | Heike Drechsler       | Deutschland | 6,64 / +2,6             | x              | x              | 6,64w          | nicht im Finale der besten acht Springerinnen | nicht im Finale der besten acht Springerinnen | nicht im Finale der besten acht Springerinnen |
| 10    | Inessa Krawez         | Ukraine     | 6,57 / −2,1             | x              | 6,570          | x              | nicht im Finale der besten acht Springerinnen | nicht im Finale der besten acht Springerinnen | nicht im Finale der besten acht Springerinnen |
| 11    | Olena Chlopotnowa     | Ukraine     | 6,53 / +0,6             | x              | 6,530          | 6,310          | nicht im Finale der besten acht Springerinnen | nicht im Finale der besten acht Springerinnen | nicht im Finale der besten acht Springerinnen |
| 12    | Chantal Brunner       | Neuseeland  | 6,43 / +0,7             | x              | x              | 6,430          | nicht im Finale der besten acht Springerinnen | nicht im Finale der besten acht Springerinnen | nicht im Finale der besten acht Springerinnen |
| NM    | Jackie Edwards        | Bahamas     | ogV                     | x              | x              | x              | nicht im Finale der besten acht Springerinnen | nicht im Finale der besten acht Springerinnen | nicht im Finale der besten acht Springerinnen |

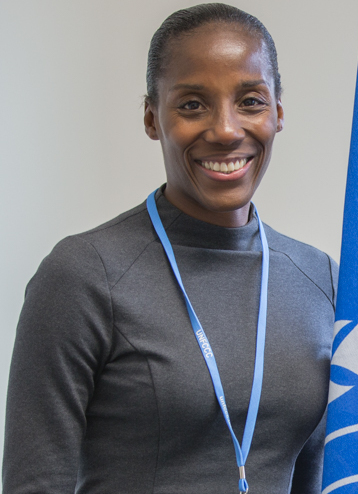
Weltmeisterin Fiona May, 1994 EM-Dritte, war weiter auf Erfolgskurs – zahlreiche weitere Medaillen sollten später noch folgen
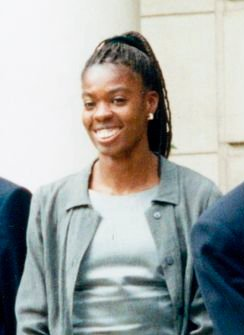
Vizeweltmeisterin Niurka Montalvo war hier noch für Kuba erfolgreich, ab 1998 startete sie für Spanien und wurde 1999 in Sevilla Weltmeisterin

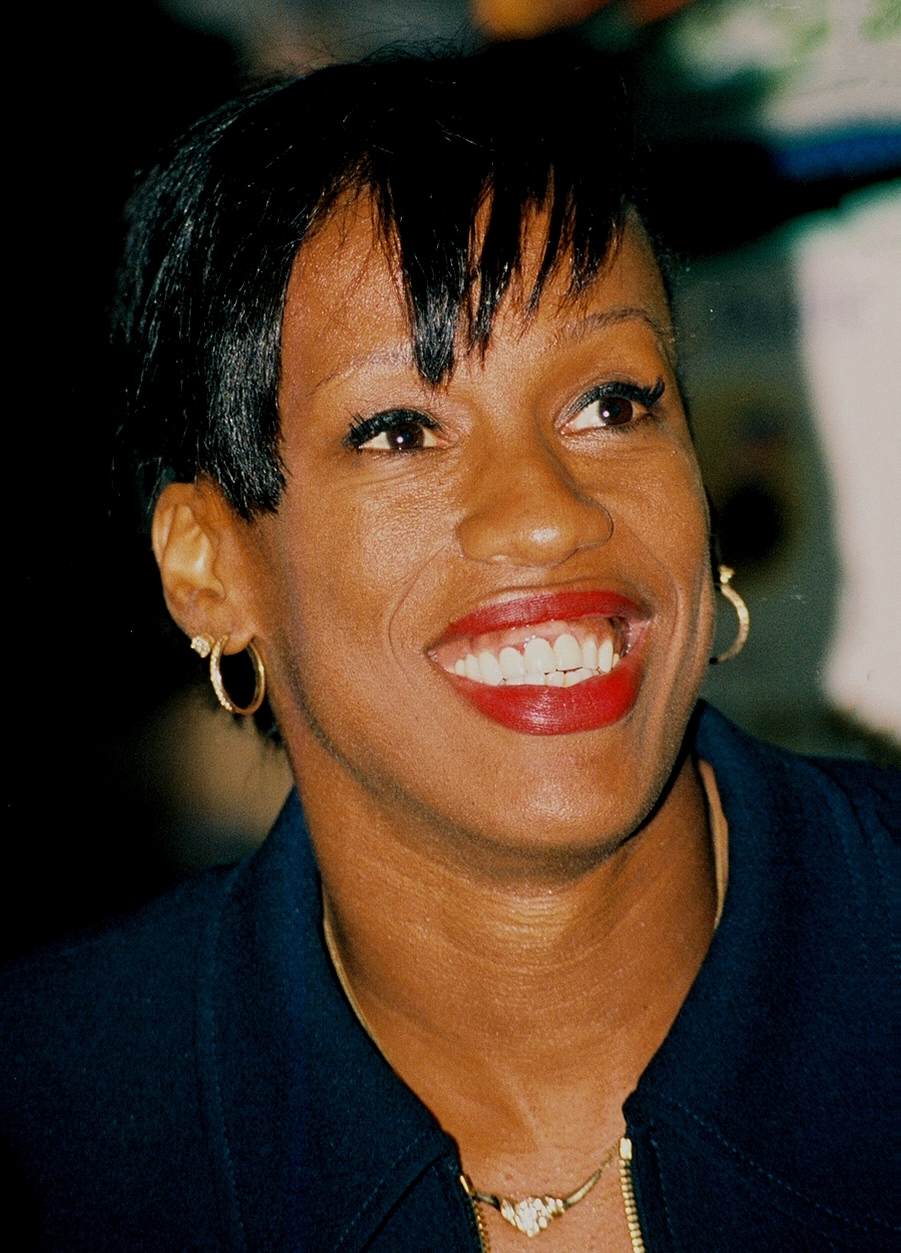
Die mehrfache Weltmeisterin und Olympiasiegerin Jackie Joyner-Kersee hatte nicht mehr die große Form früherer Jahre und wurde Sechste
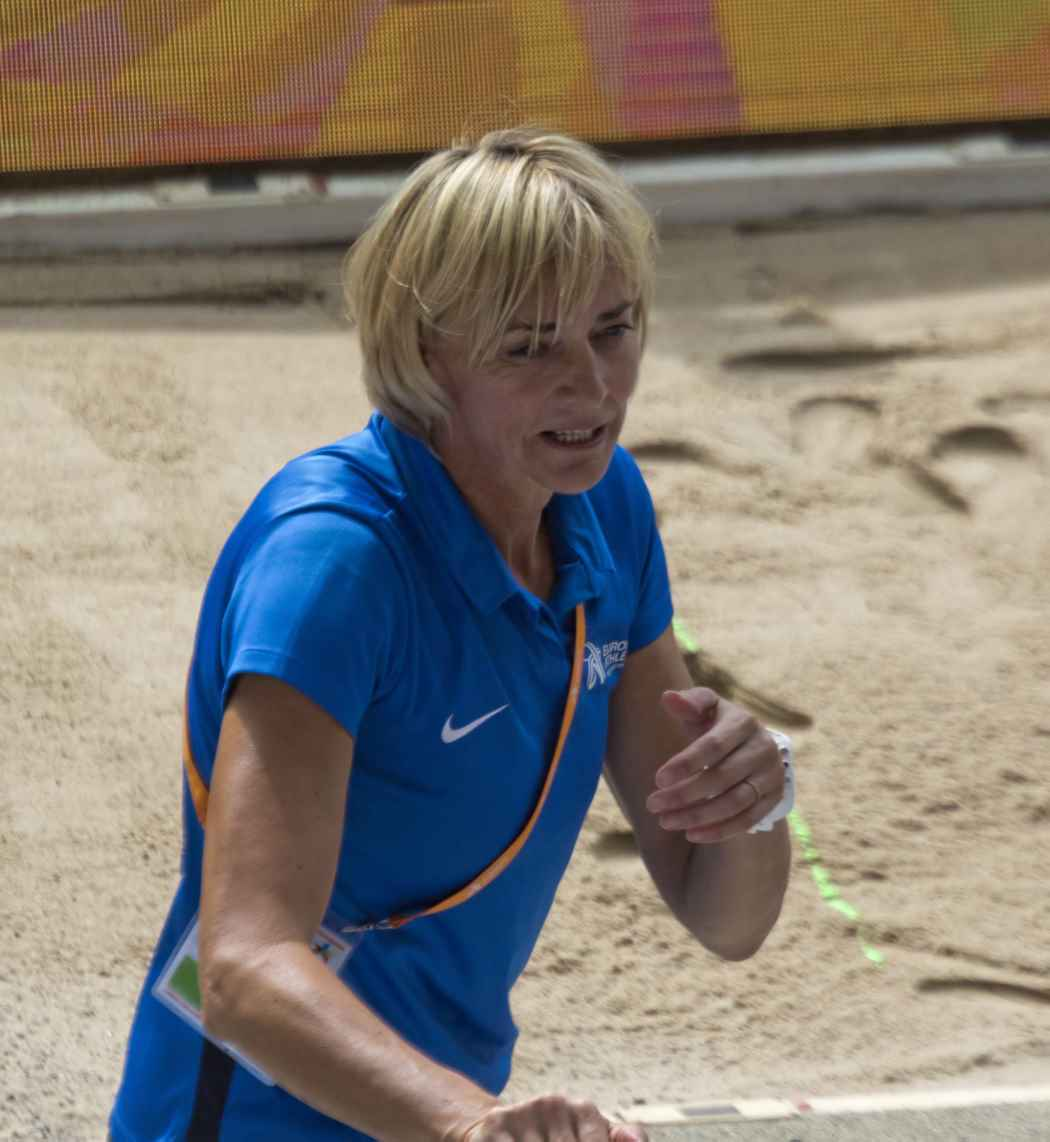
Die zweifache Weltmeisterin (1983/1993) und Olympiasiegerin von 1992 Heike Drechsler musste sich hier mit Rang neun begnügen – sie wurde 2000 noch einmal Olympiasiegerin
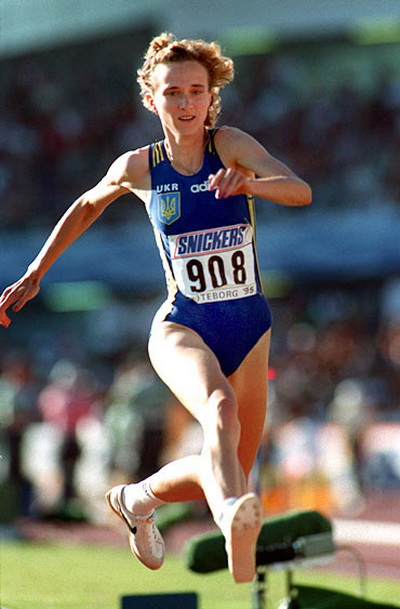
Inessa Krawez, 1992 Olympiazweite, erreichte Platz zehn – sie wurde vier Tage später Weltmeisterin im Dreisprung und in dieser Disziplin 1996 auch Olympiasiegerin

## Video
- Niki Xanthou long jump at the 1995 world championships in Gothenburg auf youtube.com, abgerufen am 9. Juni 2020